# Anna Kendrick
Anna Cooke Kendrick (Portland, 9 agosto 1985) è un'attrice, regista e cantante statunitense.
Il suo primo ruolo è stato nel musical High Society, a Broadway, con il quale ha ottenuto una candidatura ai Tony Award come miglior attrice non protagonista in un musical. Ha debuttato al cinema nel 2003 nella commedia musicale Diventeranno famosi, e nel 2009 ottiene il plauso della critica per la performance nel film Tra le nuvole, con cui si aggiudica una candidatura al Premio Oscar, al Golden Globe, ai British Academy Film Awards, ai Critics' Choice Awards e ai Screen Actors Guild Award, come miglior attrice non protagonista.
Negli anni successivi sale alla ribalta con le partecipazioni alle saghe cinematografiche di Twilight e Pitch Perfect.

## Biografia
Anna Kendrick è nata il 9 agosto 1985, a Portland nel Maine. Figlia di Janice Cooke, ragioniera, e di William Kendrick, insegnante di storia, che aveva lavorato in precedenza in finanza. Ha un fratello maggiore, Michael Cooke Kendrick, anch'egli attore. Ha frequentato la Deering High School a Portland.

### 1998-2007: Inizi, teatro e debutto al cinema
Kendrick inizia la sua carriera da bambina, con i primi provini per le produzioni teatrali di New York. A 12 anni, nel 1998, ottiene il suo primo ruolo da attrice nel musical di Broadway High Society, in cui interpreta Dinah. Per la sua interpretazione venne candidata al Theatre World Award, al Drama Desk Award ed al Tony Award. Dopo High Society, ottenendo il ruolo di Friedrika nella produzione teatrale del musical di Stephen Sondheim, A Little Night Music, andato in scena alla New York City Opera per 15 repliche dal 7 al 29 marzo 2003.

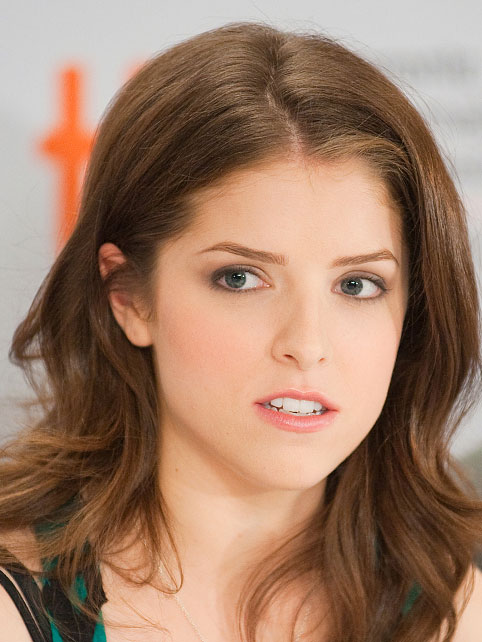
Anna Kendrick al Festival del cinema di Toronto nel 2009

Fa il suo debutto al cinema nel 2003 con la commedia musicale Diventeranno famosi, la cui interpretazione venne candidata nel 2004 all'Independent Spirit Award nella categoria miglior performance di debutto. Nel 2007 torna sul grande schermo con Rocket Science, dal quale ottenne la candidatura all'Independent Spirit Award nella categoria miglior attrice non protagonista.

### 2008-2011:TwilighteTra le nuvole
Kendrick diventa popolare nel 2008 grazie al film Twilight, adattamento cinematografico dell'omonimo romanzo di Stephenie Meyer. L'attrice interpreta Jessica Stanley, amica della protagonista Bella Swan, anche nel sequel del film, The Twilight Saga: New Moon.
Nel 2009 è nella commedia Un microfono per due interpretando il suo primo ruolo da protagonista nel thriller Elsewhere. Lo stesso anno recita accanto a George Clooney in Tra le nuvole, diretto da Jason Reitman. Per la sua performance ottiene il plauso della critica, e la sua prima candidatura all'Oscar nella categoria miglior attrice non protagonista, al Golden Globe, ai British Academy Film Awards, ai Critics' Choice Awards, ed ai Screen Actors Guild Award.
Nel 2010 appare nuovamente nei panni di Jessica Stanley in The Twilight Saga: Eclipse. Nello stesso anno poi è nel cast di Scott Pilgrim vs. the World e l'anno successivo nel film drammatico 50 e 50, in cui interpreta una inesperta terapista per il personaggio di Joseph Gordon-Levitt. Nel 2011 poi appare per l'ultima volta nella saga di Twilight in The Twilight Saga: Breaking Dawn - Parte 1.

### 2012-2015:Pitch PerfectedInto the Woods

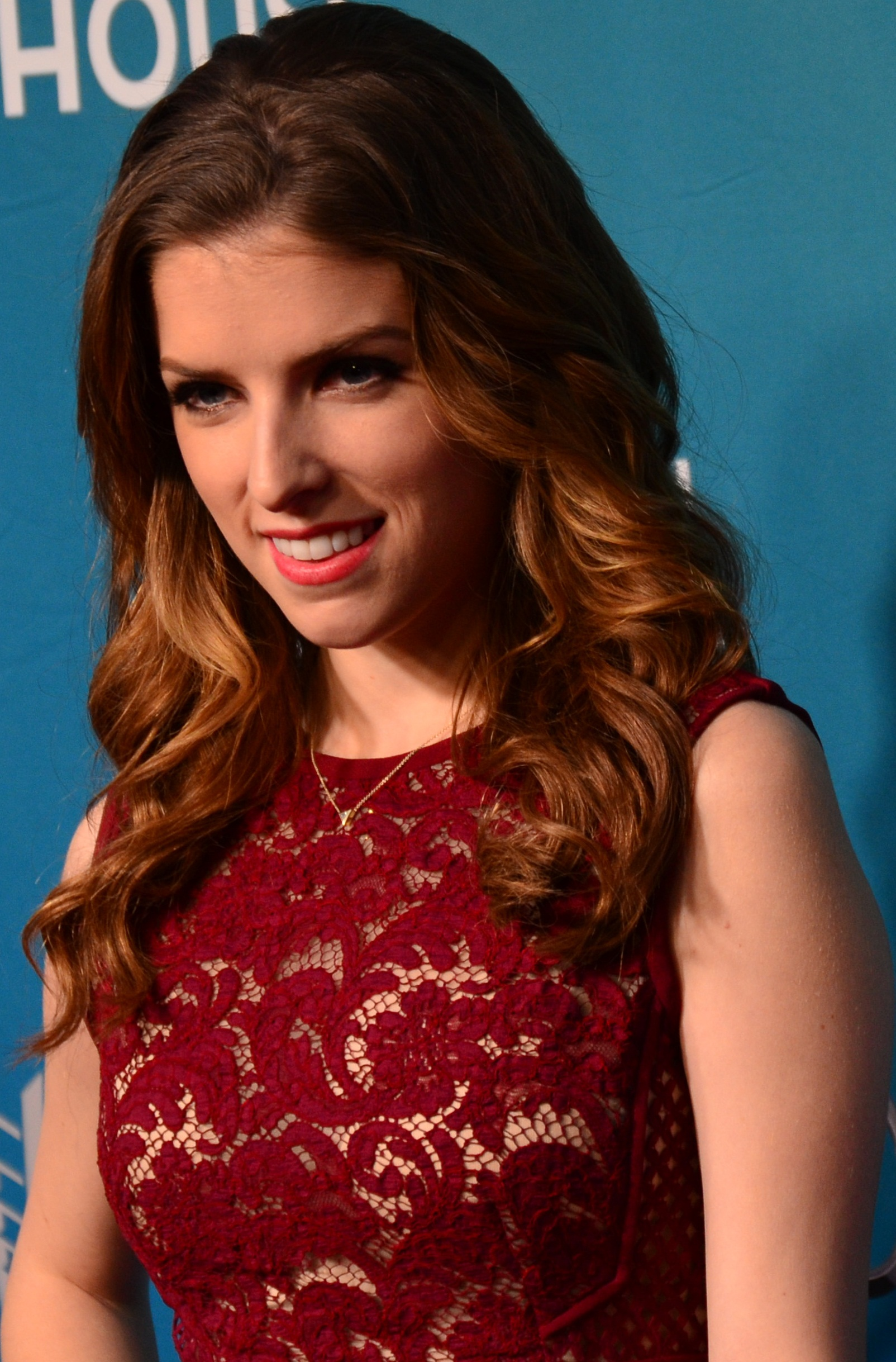
Anna Kendrick nel 2014

Nel 2012 recita accanto a Chace Crawford in Che cosa aspettarsi quando si aspetta, adattamento cinematografico dell'omonima guida best seller scritta da Heidi Murkoff e Sharon Mazel. Nello stesso anno prende parte al film d'animazione ParaNorman, interpreta l'interesse romantico del personaggio di Jake Gyllenhaal in End of Watch - Tolleranza zero ed appare nel thriller politico La regola del silenzio - The Company You Keep per la regia di Robert Redford.
Il film di maggior successo del 2012 dell'attrice è Voices, uscito successivamente anche in Italia col titolo originale Pitch Perfect. Affiancata da un cast che include Skylar Astin, Brittany Snow, Anna Camp, Rebel Wilson ed Adam DeVine, la Kendrick interpreta la protagonista del film, Beca, ragazza piuttosto alternativa che si unisce al gruppo di canto a cappella dell'università chiamato Barden Bella's.
Al Sundance Film Festival del gennaio 2014 la Kendrick è nel cast di tre film. Interpreta la protagonista nel film commedia Happy Christmas e nel film horror The Voices, che hanno entrambi ricevuto recensioni positive dai critici cinematografici, ed ha un ruolo di supporto in Life After Beth - L'amore ad ogni costo, commedia zombie.
Al Festival internazionale del cinema di Toronto del settembre 2014, invece, la Kendrick è nel cast di due film. Recita accanto a Jeremy Jordan nell'adattamento cinematografico del musical commedia-drammatico di Broadway del 2002 The Last Five Years, nonostante la pellicola abbia ricevuto critiche miste, la performance della Kendrick è stata ampiamente lodata. Ha anche un piccolo ruolo nel film drammatico Cake con Jennifer Aniston.
Inoltre durante lo stesso anno interpreta Cenerentola in Into the Woods, diretto da Rob Marshall e basato sull'omonimo musical di Stephen Sondheim a sua volta ispirato da celebri fiabe tradizionali come Cenerentola, Cappuccetto Rosso e Raperonzolo dei Fratelli Grimm e Jack e la pianta di fagioli. L'attrice era parte di un ampio cast composto da Meryl Streep, Emily Blunt, James Corden, Chris Pine, Johnny Depp e Billy Magnussen.
Successivamente recita in Un tranquillo weekend di mistero che è stato presentato in anteprima il 26 gennaio al Sundance Film Festival 2015. Nel maggio 2015 riprende il ruolo di Beca Mitchell in Pitch Perfect 2, film campione di incassi che sorpassa anche il predecessore.

### 2016-presente
Nel 2016 è nel cast di Mr. Right presentato al Festival internazionale del cinema di Toronto nel 2015 e partecipa anche a The Hollars diretto da John Krasinski. Sempre nello stesso anno recita in Mike & Dave - Un matrimonio da sballo accanto a Zac Efron, Adam DeVine ed Aubrey Plaza, doppia uno dei personaggi principali di Trolls, Poppy, ed è la protagonista di The Accountant con Ben Affleck. Il 15 novembre 2016 viene pubblicato il suo libro di memorie, Scrappy Little Nobody. Nel 2017 recita in Tavolo n.19 e riprende il suo ruolo di Beca Mitchell in Pitch Perfect 3, distribuito il 22 dicembre 2017. Nel settembre 2018 è nei panni di Stephanie Smothers nel film thriller Un piccolo favore.
Nel 2019 prende parte alla commedia satirica Verrà il giorno... e recita nel film Disney natalizio Noelle. Ha inoltre doppiato un personaggio nella serie animata Human Discoveries, distribuita su Facebook Watch. Nel 2020 riprende il ruolo di Poppy nel sequel Trolls World Tour, e recita nella serie comica di Quibi Dummy, di cui è anche produttrice esecutiva. Grazie a questa performance ottiene la sua prima candidatura al Premio Emmy. Lo stesso anno prende parte alla serie antologica Love Life, di cui è produttrice esecutiva. Nel 2021 è protagonista della pellicola di fantascienza Estraneo a bordo, distribuito su Netflix. Nel 2024 debutta come regista con il film Woman of the Hour, distribuito su Netflix, ispirato alla vera storia del killer Rodney Alcala.

## Vita privata
Dotata di una voce da soprano, ha raccontato di aver vissuto una relazione emotivamente abusante che ha ispirato la sua performance in Alice, Darling.

## Filmografia

### Attrice

#### Cinema
- Diventeranno famosi (Camp), regia di Todd Graff (2003)
- Rocket Science, regia di Jeffrey Blitz (2007)
- Twilight, regia di Catherine Hardwicke (2008)
- Elsewhere, regia di Nathan Hope (2009)
- Un microfono per due (The Marc Pease Experience), regia di Todd Louiso (2009)
- Tra le nuvole (Up in the Air), regia di Jason Reitman (2009)
- The Twilight Saga: New Moon, regia di Chris Weitz (2009)
- The Twilight Saga: Eclipse, regia di David Slade (2010)
- Scott Pilgrim vs. the World, regia di Edgar Wright (2010)
- 50 e 50 (50/50), regia di Jonathan Levine (2011)
- The Twilight Saga: Breaking Dawn - Parte 1 regia di Bill Condon (2011)
- Che cosa aspettarsi quando si aspetta (What to Expect When You're Expecting), regia di Kirk Jones (2012)
- La regola del silenzio - The Company You Keep (The Company You Keep), regia di Robert Redford (2012)
- End of Watch - Tolleranza zero (End of Watch), regia di David Ayer (2012)
- Voices (Pitch Perfect), regia di Jason Moore (2012)
- Rapture-Palooza, regia di Paul Middleditch (2013)
- Drinking Buddies - Amici di bevuta (Drinking Buddies), regia di Joe Swanberg (2013)
- Life After Beth - L'amore ad ogni costo (Life After Beth), regia di Jeff Baena (2014)
- The Voices, regia di Marjane Satrapi (2014)
- Happy Christmas, regia di Joe Swanberg (2014)
- Cake, regia di Daniel Barnz (2014)
- Into the Woods, regia di Rob Marshall (2014)
- The Last Five Years, regia di Richard LaGravenese (2014)
- Un tranquillo weekend di mistero (Digging for Fire), regia di Joe Swanberg (2015)
- Pitch Perfect 2, regia di Elizabeth Banks (2015)
- Mr. Right, regia di Paco Cabezas (2015)
- The Hollars, regia di John Krasinski (2016)
- Get a Job, regia di Dylan Kidd (2016)
- Mike & Dave - Un matrimonio da sballo (Mike and Dave Need Wedding Dates), regia di Jake Szymanski (2016)
- The Accountant, regia di Gavin O'Connor (2016)
- Tavolo n.19 (Table 19), regia di Jeffrey Blitz (2017)
- Pitch Perfect 3, regia di Trish Sie (2017)
- Un piccolo favore (A Simple Favor), regia di Paul Feig (2018)
- Noelle, regia di Marc Lawrence (2019)
- Verrà il giorno... (The Day Shall Come), regia di Chris Morris (2019)
- Estraneo a bordo (Stowaway), regia di Joe Penna (2021)
- Alice, Darling, regia di Mary Nighy (2022)
- Autosufficienza (Self Reliance), regia di Jake Johnson (2023)
- Woman of the Hour, regia di Anna Kendrick (2023)
- Un altro piccolo favore (Another Simple Favour), regia di Paul Feig (2025)

### Televisione
- Viva Laughlin – serie TV, episodio 1x2 (2007)
- Fear Itself – serie TV, episodio 1x11 (2009)
- Dummy – serie TV, 10 episodi (2020)
- Love Life – serie TV, 10 episodi (2020)

#### Videoclip
- Pow Pow, LCD Soundsystem (2010)
- Do It Anyway, Ben Folds Five (2012)
- Starships, Mike Tompkins (2012)
- Cups (When I'm Gone), Anna Kendrick (2013)

### Regista
- Woman of the Hour (2023)

### Doppiatrice
- I Griffin (Family Guy) – serie TV, episodio 10x23 (2012)
- ParaNorman, regia di Sam Fell e Chris Butler (2012)
- Trolls, regia di Mike Mitchell (2016)
- Trolls - Missione vacanze (Trolls Holiday), regia di Joel Crawford – cortometraggio (2017)
- Trolls World Tour, regia di Walt Dohrn e David P. Smith (2020)
- Trolls - Buone feste in armonia (Trolls: Holiday in Harmony), regia di Sean Charmatz e Tim Heitz – cortometraggio (2021)
- Trolls 3 - Tutti insieme (Trolls Band Together), regia di Walt Dohrn e Tim Heitz (2023)
- Scott Pilgrim - La serie (Scott Pilgrim Takes Off) – serie animata (2023)

## Teatro
- High Society, di Arthur Kopit. Saint James Theatre (1998)
- A Little Night Music, di Hugh Wheeler. New York City Opera (2003)

## Discografia

### Singoli
- 2013 – Cups (Pitch Perfect's When I'm Gone)

### Colonne sonore
- 2014 – Into the Woods
- 2015 – The Last Five Years
- 2016 – Trolls
- 2020 – Trolls World Tour
- 2023 – Trolls Band Together

## Opere letterarie
- Scrappy Little Nobody (2016), New York: Touchstone Books ISBN 978-1-5011-1720-6.

## Riconoscimenti
- Premio Oscar
  - 2010 – Candidatura alla miglior attrice non protagonista per Tra le nuvole[11]
- Golden Globe
  - 2010 – Candidatura alla miglior attrice non protagonista per Tra le nuvole[12]
- British Academy of Film and Television Arts
  - 2010 – Candidatura alla miglior attrice non protagonista per Tra le nuvole[13]
- Critics' Choice Awards
  - 2010 – Candidatura al miglior cast corale per Tra le nuvole[14]
  - 2010 – Candidatura alla miglior attrice non protagonista Tra le nuvole
  - 2015 – Candidatura al miglior cast corale per Into the Woods[46]
- Empire Awards
  - 2010 – Candidatura al miglior debutto per Tra le nuvole e The Twilight Saga: New Moon[47]
- Independent Spirit Award
  - 2004 – Candidatura alla miglior performance di debutto per Diventeranno famosi
  - 2008 – Candidatura alla miglior attrice non protagonista per Rocket Science
- MTV Movie & TV Awards
  - 2010 – Miglior performance rivelazione per Tra le nuvole
  - 2013 – Miglior momento musicale per Voices
  - 2016 – Candidatura alla miglior performance femminile per Pitch Perfect 2[48]
  - 2016 – Miglior cast per Pitch Perfect 2
  - 2017 – Candidatura al miglior bacio (condiviso con Zac Efron) per Mike & Dave - Un matrimonio da sballo[49]
- Premio Emmy
  - 2020 – Candidatura alla miglior attrice in una serie commedia o drammatica dal minutaggio corto per Dummy[38]
- Satellite Award
  - 2009 – Candidatura alla miglior attrice non protagonista per Tra le nuvole[50]
  - 2014 – Miglior cast cinematografico per Into the Woods[51]
- Screen Actors Guild Award
  - 2010 – Candidatura alla miglior attrice non protagonista cinematografica per Tra le nuvole[15]
- Teen Choice Awards
  - 2010 – Candidatura alla miglior rubascena femminile per The Twilight Saga: New Moon[52]
  - 2013 – Candidatura alla miglior attrice in un film commedia per Pitch Perfect[53]
  - 2013 – Candidatura al miglior singolo di un'artista femminile per Cup song (Pitch Perfect's "When I'm Gone")[53]
  - 2015 – Miglior attrice in un film commedia per Pitch Perfect 2[54]
  - 2015 – Miglior intesa in un film (con Brittany Snow) per Pitch Perfect 2[54]
  - 2015 – Miglior crisi isterica per Pitch Perfect 2[54]
  - 2016 – Candidatura alla miglior attrice in un film commedia per Mr. Right[55]
  - 2016 – Candidatura al Choice Movie Actress: AnTEENcipated per The Hollars[55]
  - 2017 – Candidatura alla miglior attrice in un film commedia per Tavolo n.19[56]
  - 2017 – Candidatura al miglior tweet[57]
  - 2018 – Miglior attrice in un film commedia per Pitch Perfect 3[58]
  - 2018 – Miglior tweet[58]
- Tony Award
  - 1998 – Candidatura come miglior attrice non protagonista in un musical per High Society

## Doppiatrici italiane
Nelle versioni in italiano dei suoi lavori, Anna Kendrick è stata doppiata da:
- Elena Perino in Tra le nuvole, Scott Pilgrim vs. the World, Che cosa aspettarsi quando si aspetta, La regola del silenzio - The Company You Keep, Drinking Buddies - Amici di bevuta, Mr. Right, The Hollars, The Accountant, Noelle, Zac Efron: con i piedi per terra, Love Life, Estraneo a bordo, Woman of the Hour, Autosufficienza
- Gemma Donati in Twilight, The Twilight Saga: New Moon, The Twilight Saga: Eclipse, The Twilight Saga: Breaking Dawn - Parte 1, End of Watch - Tolleranza zero, Cake, Mike & Dave - Un matrimonio da sballo, Tavolo n.19, Un piccolo favore, Un altro piccolo favore
- Chiara Gioncardi in Voices, Pitch Perfect 2, Pitch Perfect 3
- Federica De Bortoli in Diventeranno famosi
- Veronica Puccio in Fear Itself
- Valentina Pallavicino in Un microfono per due
- Alessia Amendola in 50 e 50
- Anna Mazza in Life After Beth - L'amore ad ogni costo
- Maria Giulia Ciucci in The Voices
- Serena Rossi in Into the Woods
- Martina Felli in Alice, Darling

Come doppiatrice, viene sostituita da:
- Rossa Caputo in Trolls - Missione vacanze, Trolls - Buone feste in armonia
- Chiara Gioncardi in I Griffin
- Lilian Caputo in ParaNorman
- Elisa in Trolls
- Francesca Michielin in Trolls World Tour
- Lodovica Comello in Trolls 3 - Tutti insieme
- Elena Perino in Scott Pilgrim - La serie